# Arctia albimacula
Arctia albimacula är en fjärilsart som beskrevs av Lorez 1904. Arctia albimacula ingår i släktet Arctia och familjen björnspinnare. Inga underarter finns listade i Catalogue of Life.